# Kunság
Kunság neboli Kumánie (německy Kumanien, latinsky Cumania) byl autonomní celek v Uherském království, který obýval turkický národ Kumánů (Kunů) hovořící turkickým jazykem kumánštinou. Kumáni se do Uher začali stahovat z východu ve 13. století, kdy je sem dovedl útěk před postupujícími Mongoly. Záhy na to se osvědčili v řadách uherské armády. Kumánie se rozdělovala na Malou Kumánii (Kiskunság, latinsky Cumania Minor) s hlavním městem Kiskunfélegyháza a Velkou Kumánii (Nagykunság, latinsky Cumania Major) s hlavním městem Karcag. Autonomie regionu byla zrušena v roce 1876.

## Historie

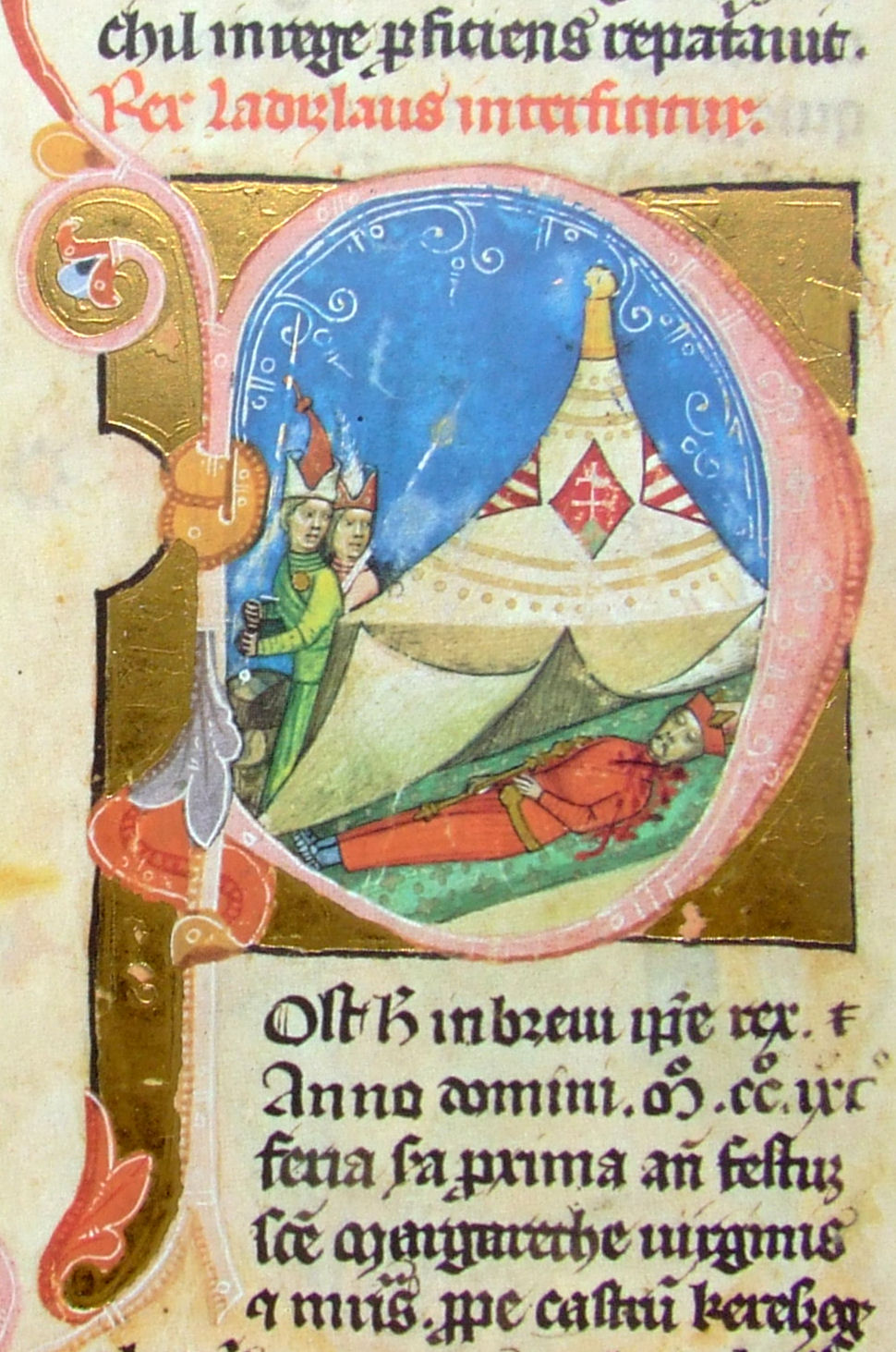
Kumáni roku 1290 zavraždili uherského krále Ladislava Kumána

Ve 13. století tzv. bílí Kumáni (západní větev Kypčaků) uprchli před Mongoly do Uherska, kde je i s vládcem Kötenem (Kotjan, Kuten) přijal Béla IV. a usadil mezi Dunajem a Tisou v dnešním Maďarsku.
Kumáni bojující ve vojsku uherského krále Ladislava Kumána, který byl po matce sám poloviční Kumán, významnou měrou přispěli k porážce českého krále Přemysla Otakara II. v bitvě na Moravském poli roku 1278.

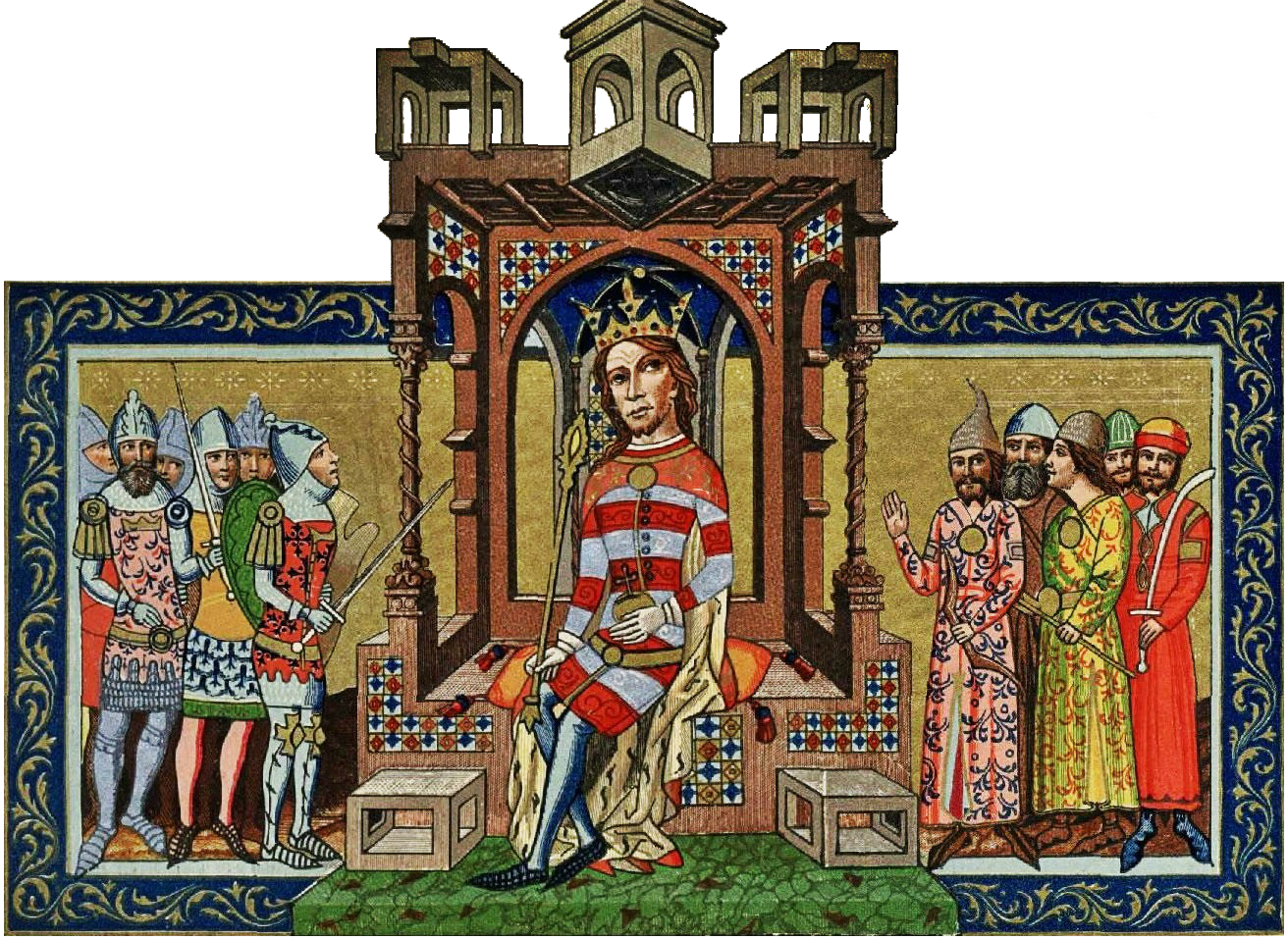
Uherský král Ludvík I. s Kumány po svém boku (vpravo)

Jako jedna z rozhodujících složek ve vojsku uherského krále Kumáni v letech 1252, 1271, 1278 a 1304 během válek uherských králů s Přemyslovci vtrhli na Moravu, přičemž se dopouštěli krutostí na obyvatelstvu a tisíce lidí odvlekli do zajetí. Na obranu před vpády byla na východní hranici založena města jako Uherské Hradiště nebo Uherský Brod. 
Petr Žitavský píše o krutostech Kumánů, které označuje jako pohany, při vpádu v roce 1304:
| „                     | Zatím vévoda rakouský s Uhry, Bulhary a pohany, provázen ukrutností, dral se dravou dravostí Moravou a zanechal tam příšerné stopy své zmužilosti a svého vítězství, po staletí neslýchané. Neboť zahubil mečem a ohněm na čtyři tisíce lidí obojího pohlaví; také zástupy panen a paní a ostatních žen bídně vyvedlo za zemské hranice ono strašné pohanské vojsko. Ukazuje dosud tuto pohromu požár kostela v Ivančicích, v němž zahynulo tak veliké množství lidí, že rozpuštěná tučná mastnota, vytékající z lidských mrtvol, utvořila do velké vzdálenosti veliký proud. | “ |
| — Zbraslavská kronika | |   |

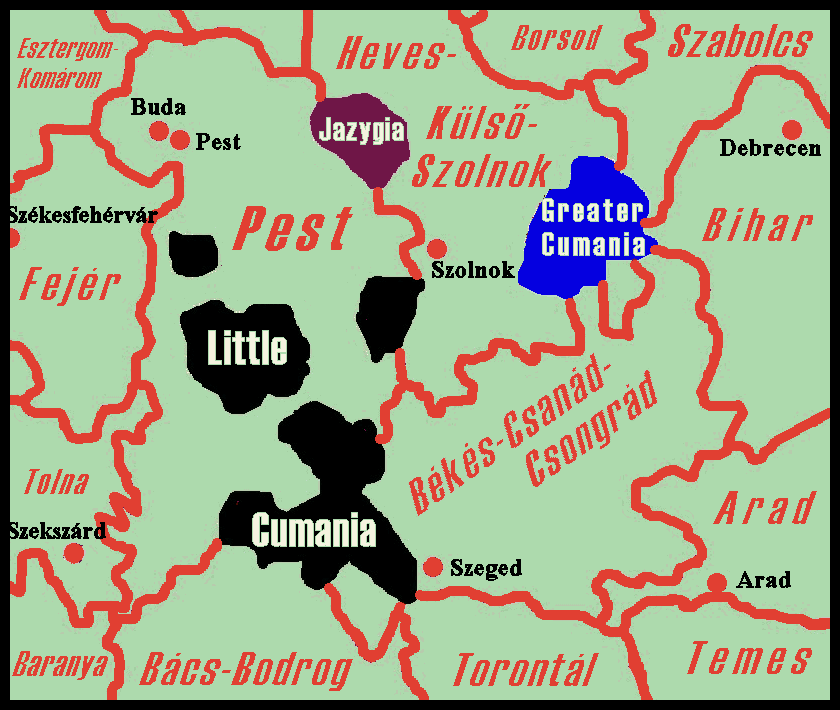
Teritoria Kumánů v 18. století

Pro svoji vizáž – tenké špičaté kníry, vyholenou lebku a hustý cop splývající z temene, která byla doplněna odíváním se do kaftanů a plstěnou čapkou na mongolský způsob, byli v českých zemích zaměňováni za Tatary. K definitivnímu pokřesťanštění pohanských Kumánů usazených v Uhersku na území Malé a Velké Kumánie došlo až v 16. století.
Poslední mluvčí hovořící kumánským jazykem zemřel na území dnešního Maďarska roku 1770. Autonomie uherské Kumánie (Kunság) byla zrušena roku 1876.